# Tennis en France

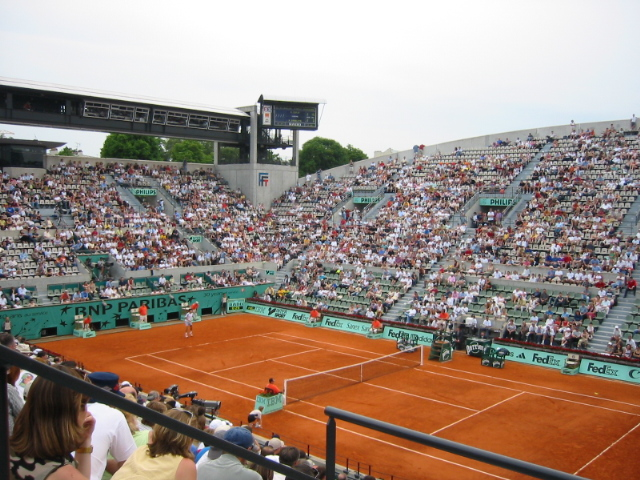
Le court Suzanne-Lenglen du stade Roland-Garros, un des principaux courts de tennis français

Le tennis se place au deuxième rang des sports les plus pratiqués en France, après le football, avec environ 1 100 000 licenciés en 2011. 
Sa popularité s'incarne notamment dans la tenue de l'un des quatre principaux tournois professionnels, le tournoi du Grand Chelem des Internationaux de France de tennis, dit Roland-Garros, parmi les épreuves sportives les plus médiatiques au monde.

## Histoire
La France de l’Ancien régime pratique beaucoup le jeu de paume. C’est lui qui sera à l'origine du tennis (et aussi de la pelote basque). Il est une véritable passion française qui culmine aux XVe et début du XVIe siècle. La France est couverte de terrains de jeu de paume, extérieurs ou couverts.

### Les débuts du tennis français
Le « lawn-tennis » comme l'on dit à partir de 1877, année du premier tournoi de Wimbledon, est importé en France par de riches touristes anglais. Ils jouent d'abord sur le sable mouillé des plages, en Bretagne notamment, puis font construire des courts dans les parcs des hôtels des villes balnéaires. Le vicomte Léon de Janzé fonde en 1873 la Société sportive de l'Île de Puteaux, qui pratique le tennis. En 1880, il fonde le Lawn-Tennis Club de Dieppe. Pourtant, il semble que "le premier club de tennis français" soit le Dinard lawn-tennis club, "le roi des clubs, le club des rois" créé en 1879. Rien d'étonnant à cela : Dinard est une station balnéaire chic proche de l'Angleterre. Plus surprenant, le tennis fait aussi son apparition dans les colonies comme la Réunion où, présent dès 1892, il est également réservé à quelques happy few privilégiés. C'est donc dans les chroniques mondaines, que tiennent régulièrement nombre de titres de presse (Le Figaro, par exemple) et pas dans les chroniques sportives encore balbutiantes, qu'il convient de retrouver les traces de ces premiers joueurs. On apprend ainsi, au détour d'un article du Figaro du 23 août 1883 nommé « Carnet d'un mondain », qu'un tournoi, ou plutôt d'un « concours » pour reprendre la terminologie de l'époque, féminin international oppose Françaises, Britanniques et Américaines à Dieppe. 
Entre 1880 et 1920, le tennis reste ainsi principalement réservé à la bourgeoisie et l’aristocratie. Durant cette période  la Côte d'Azur devient le rendez-vous hivernal de l'élite britannique. De fin décembre à fin avril, chaque semaine, se déroule un tournoi à Cannes, Nice ou Menton, ainsi qu'à Monaco, la plupart joués sur les terrains des palaces du littoral. L'USFSA prend en mains très progressivement les affaires du tennis à partir de 1888. Dans les faits, joueurs et clubs privés n'ont pas besoin de l'USFSA et se rattachent souvent directement à la fédération anglaise, quasi omnipotente en Europe jusqu'en 1911. Dès avant la Grande Guerre des tentatives de démocratisation sont tentées, notamment par la Fédération sportive du travail, sans grands résultats. L'Union tente plutôt de développer le côté purement sportif et crée en 1891 un championnat de France inter-clubs. Si les Anglais parvenaient à faire respecter un règlement unique lors des matchs de compétition placés sous leur autorité, chaque club, chaque joueur, avait ses propres règles. La création d'un championnat inter-clubs permet des progrès dans ce domaine. En 1890, une poignée de compétitions existent en France ; en 1910, seize tournois internationaux ont lieu entre mai et août à Paris, Bordeaux, Lille, Le Havre, Étretat, Houlgate, Auxerre, Nantes, Tours, Évian et Compiègne. En 1911, trois niveaux de tournois sont mis en place. Dans la foulée, la fédération anglaise propose à l'USFSA une convention qui la rend totalement maîtresse du jeu en France à la condition d'admettre la primauté de la vénérable LTA avant de fonder une fédération internationale (1913). Fragilisée depuis ses déboires avec la FIFA en 1908, l'USFSA accepte.

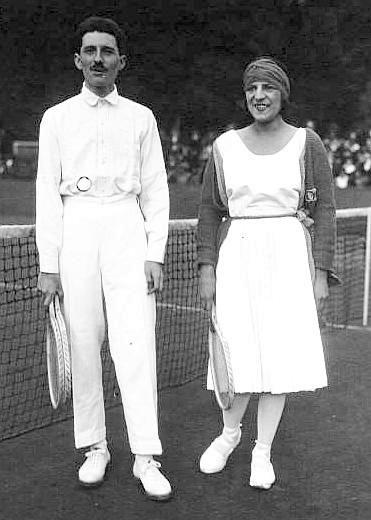
Jacques Brugnon et Suzanne Lenglen en 1921.

Si les résultats internationaux restent faibles pour les joueurs français, une équipe de France s'aligne dès 1904 en Coupe Davis. Max Decugis gagne le simple -et deux autres titres- lors des Jeux intercalaires en 1906, Marguerite Broquedis le simple des Jeux olympiques de 1912, André Gobert celui des Jeux interalliés en 1919, et Suzanne Lenglen celui des Jeux olympiques de 1920; Henri Wallet devient Président des Fédérations française et internationale. L'arrivée massive en compétition vers 1910 de joueurs professionnels américains, australiens et néo-zélandais n'aide pas vraiment les Français. L'amateurisme est l'un des dogmes de l'USFSA et sur ce point, elle bloque toute évolution en France. Les joueurs français s'adaptent et adoptent les cadences d'entraînement des professionnels (5 heures par jour) tout en restant amateur. La génération dorée du tennis français, de Suzanne Lenglen dès les années 1910 aux Quatre Mousquetaires (Jean Borotra, Jacques Brugnon, Henri Cochet, René Lacoste) dans les années 1920 connaît sa formation au tennis dans ces conditions.
Le 3 avril 1910, l'hebdomadaire Tennis fait son apparition dans les kiosques.

### Depuis 1920
En 1920, l'USFSA explose et la Fédération française de tennis voit le jour.
Entre 1981 et 1985, l'opération « 5 000 courts » facilite la création de très nombreux terrains de tennis, notamment municipaux, dans toute la France. En difficulté pour entretenir les courts sur le temps long, les communes renoncent parfois à les conserver, comme cela peut être constaté dans les années 2010 et 2020,.

## Pratique
Le tennis est en France après le football, le sport qui rassemble le plus de licenciés. On comptait en 2007 pas moins de 8 460 clubs de tennis[réf. nécessaire] et en 2011, environ 1 100 000 licenciés.
| Nombre de licenciés (2007) | Nombre de licenciés (2008) | Nombre de licenciés (2009) | Nombre de licenciés (2010) | Nombre de licenciés (2011) |
| -------------------------- | -------------------------- | -------------------------- | -------------------------- | -------------------------- |
| 1 094 593                  | 1 105 445                  | 1 125 201                  | 1 134 571                  | 1 102 921                  |

### Organisation
Le tennis est géré en France par la Fédération française de tennis (FFT) fondée en 1920. Avant cette date, l'USFSA géra le tennis français depuis 1888.
L'Équipe de France de Coupe Davis représente la France en Coupe Davis ; chez les féminines, l'Équipe de France de Fed Cup s'aligne en Fed Cup.

### Le tennis professionnel
La France est une importante nation pour le tennis professionnel. Si, depuis l'ère Open, elle n'a connu aucun numéro un mondial masculin, elle a connu une numéro un mondiale féminine en la personne d'Amélie Mauresmo, deux fois au sommet de la hiérarchie au classement WTA en 2004 et 2006, pour un total de trente-neuf semaines cumulées. En outre, la France est une des nations sinon la nation la plus représentée dans le classement ATP mondial avec, de manière assez stable, entre 8 % et 12 % des joueurs classés dans le top 100 mondial et entre 6 % et 10 % de l'ensemble des joueurs classés. Elle dispute cette première place avec l'Espagne depuis le début des années 2000. Dans le classement WTA mondial, elle envoie en moyenne au début des années 2010 5 à 8 joueuses dans le top 100.

#### Palmarès

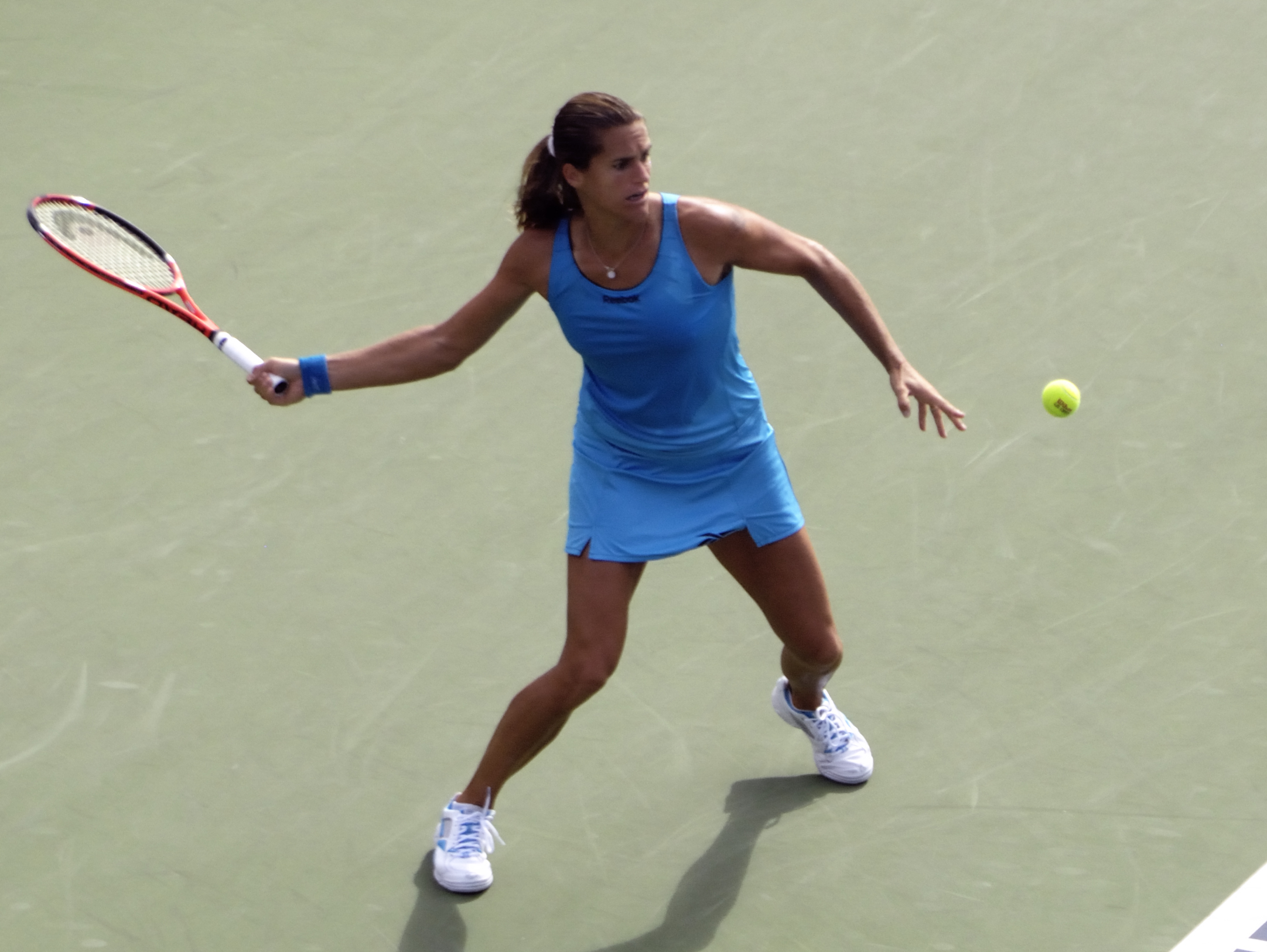
Numéro un mondiale en 2004 et 2006, deux fois titrée en Grand Chelem et une fois aux Masters, Amélie Mauresmo (ici en 2009) est une des meilleures joueuses mondiales des années 2000, et une des principales championnes de tennis françaises.

Avant l'ère Open, les joueurs français ont remporté 83 titres du Grand Chelem en simple : l'Open d'Australie en 1928 (Jean Borotra), 66 fois Roland-Garros (37 chez les hommes entre 1892 et 1946, 29 chez les femmes entre 1897 et 1967), dont six fois par Suzanne Lenglen et huit fois par Max Decugis, 13 fois Wimbledon (dont 6 fois Suzanne Lenglen) et 3 fois l'US Open.
Depuis le début de l'ère Open, les joueurs professionnels français ont remporté 8 titres majeurs :
6 tournois du Grand Chelem :
- Yannick Noah, victorieux à Roland-Garros en 1983. Il est le seul joueur français masculin titré en Grand Chelem de l'ère Open.
- Mary Pierce, victorieuse à l'Open d'Australie en 1995 et à Roland-Garros en 2000.
- Amélie Mauresmo, victorieuse à l'Open d'Australie et à Wimbledon en 2006.
- Marion Bartoli, victorieuse à Wimbledon en 2013.

À 13 reprises, des Français ont atteint une finale de Grand Chelem sans s'imposer : à l'Open d'Australie, Mary Pierce en 1997, Amélie Mauresmo en 1999, Arnaud Clément en 2001, Jo-Wilfried Tsonga en 2008 ; à Roland-Garros, Patrick Proisy en 1972, Henri Leconte en 1988, Mary Pierce en 1994 et 2005 ; à Wimbledon, Cédric Pioline en 1997, Nathalie Tauziat en 1998 et Marion Bartoli en 2007 ; à l'US Open, Cédric Pioline en 1993 et Mary Pierce en 2005.
2 Masters de tennis : Amélie Mauresmo en 2005 et Caroline Garcia en 2022. Ils ont également atteint 6 fois la finale (1997 et 2005 pour Mary Pierce, 2001 pour Sébastien Grosjean, 2003 et 2006 pour Amélie Mauresmo, 2011 pour Jo-Wilfried Tsonga).
Les joueurs français ont également remporté 4 médailles olympiques dans l'ère Open, s'ajoutant aux 14 médailles acquises avant 1924 dont les titres de Marguerite Broquedis et André Gobert (simple et double avec Maurice Germot) en 1912, et Suzanne Lenglen en 1920 :
- l'argent en simple en 2004 avec Amélie Mauresmo, et en double en 2012 avec Michaël Llodra et Jo-Wilfried Tsonga.
- le bronze en simple en 2000 avec Arnaud Di Pasquale, et en double en 2012 avec Julien Benneteau et Richard Gasquet.

Dans les épreuves internationales par équipes nationales, la France compte 12 titres :
- 10 Coupe Davis (Équipe de France de Coupe Davis 1927, 1928, 1929, 1930, 1931, 1932, 1991, 1996, 2001 et 2017)
- 3 Fed Cup (1997, 2003 et 2019)

#### Tournois

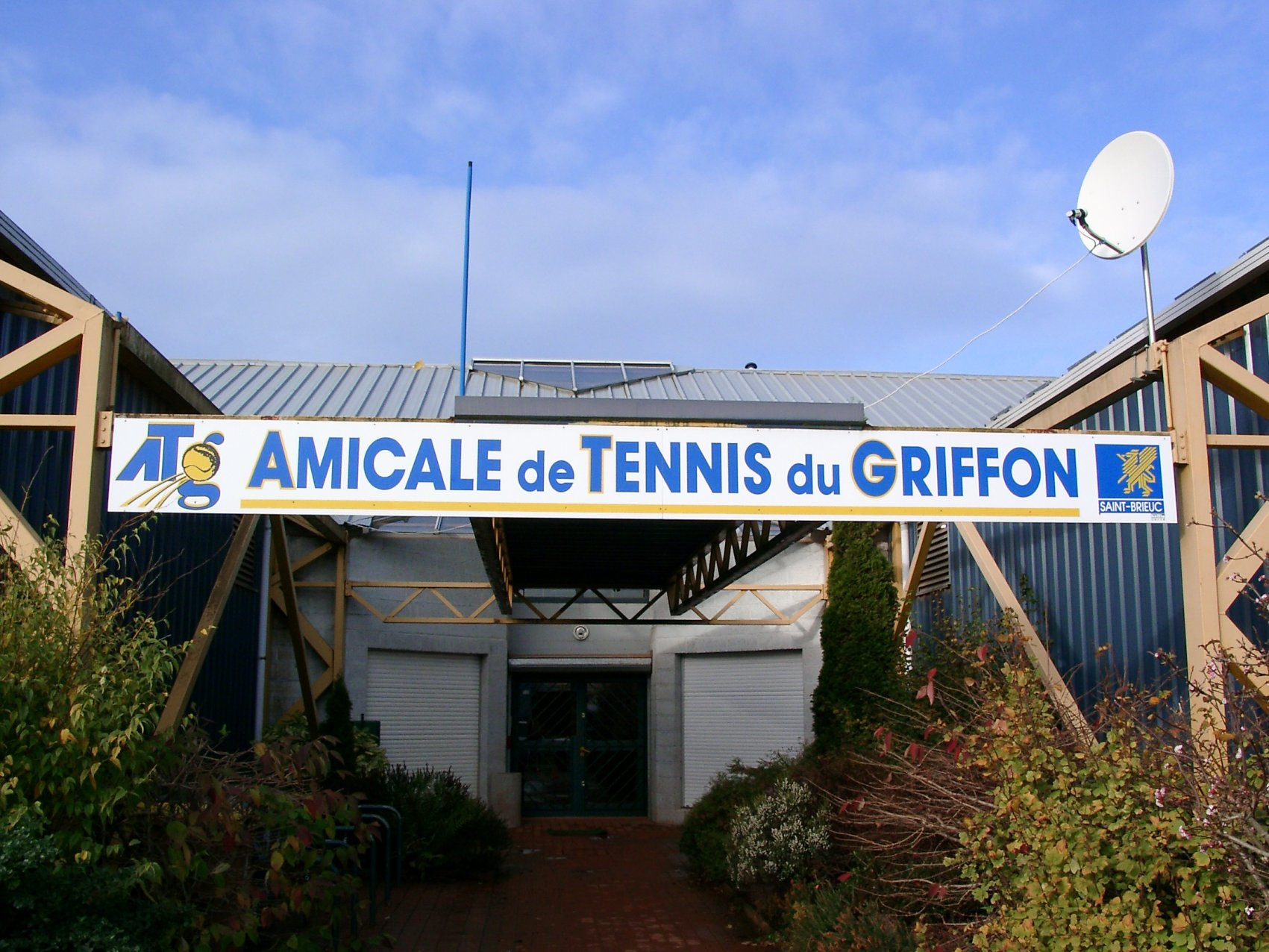
Un club à Saint-Brieuc

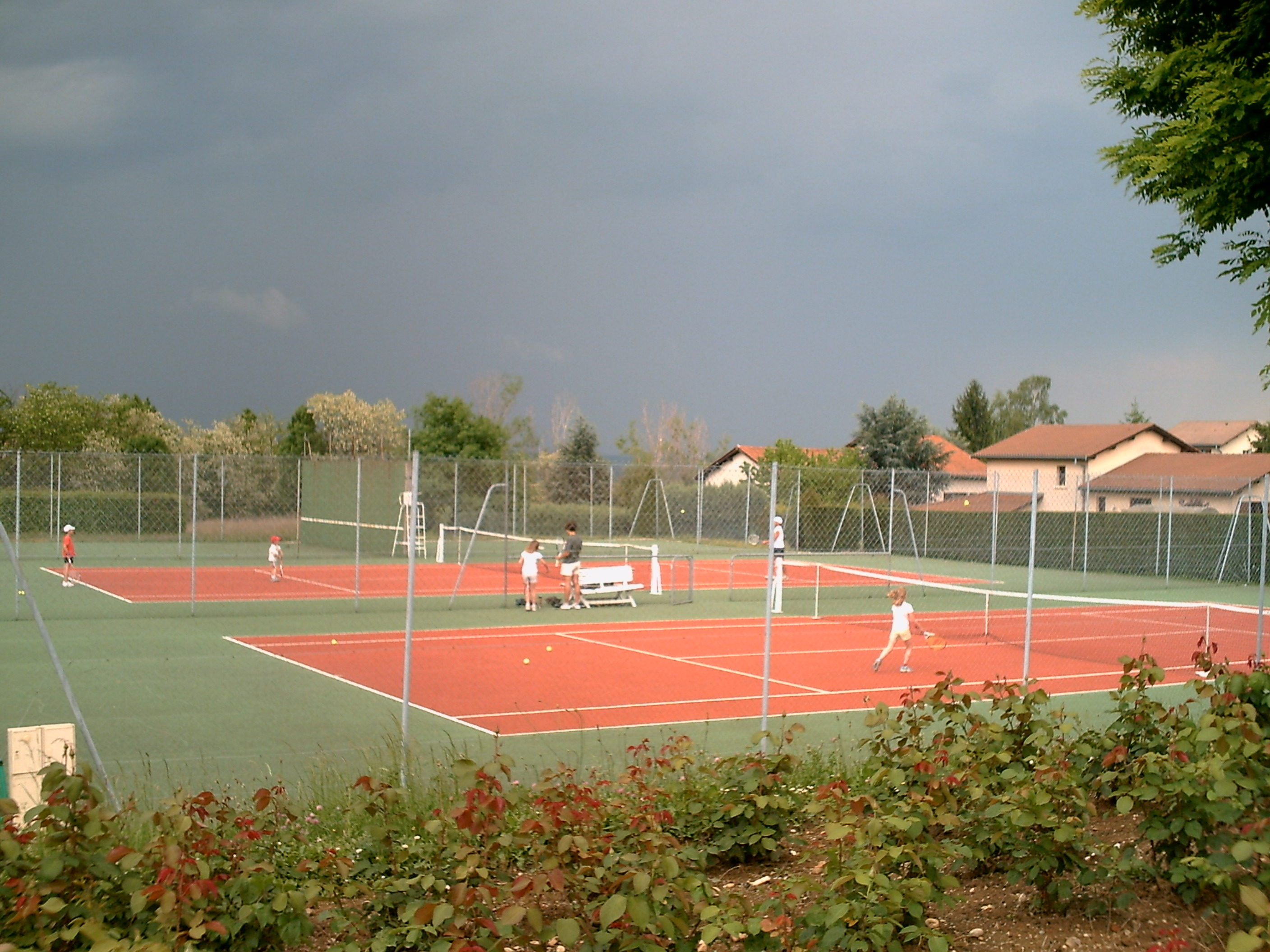
Courts de tennis à Serpaize, près de Lyon

| Circuit masculin    | Circuit masculin | Circuit féminin | Circuit féminin |
| Catégorie           | Nombre et lieux | Catégorie       | Nombre et lieux |
| ------------------- | --- | --------------- | --- |
| Grand chelem        | 1 (Paris) | Grand chelem    | 1 (Paris) |
| Masters 1000        | 1 (Paris) | WTA 1000        | – |
| ATP 500 Series      | – | WTA 500         | – |
| ATP 250 Series      | 4 (Montpellier, Marseille, Lyon, Metz) | WTA 250         | 2 (Lyon, Strasbourg) |
| ATP Challenger Tour | 17 (Nouméa, Quimper, Cherbourg, Pau, Saint-Brieuc, Lille, Aix-en-Provence, Bordeaux, Lyon, Blois, Troyes, Cassis, Rennes, Saint-Tropez, Orléans, Mouilleron-le-Captif, Brest) | WTA 125         | 6 (Saint-Malo, Paris, Contrexéville, Rouen, Angers, Limoges) |
| ITF                 | 24 (Veigy-Foncenex, Bressuire, Bagnoles-de-l'Orne, Grenoble, Créteil, Poitiers, Toulouse, Saint-Dizier, Lons-le-Saunier, Angers, Carnac, Grasse, Montauban, Bourg-en-Bresse, Ajaccio, Uriage-les-Bains, Bagnères-de-Bigorre, Plaisir, Forbach, Nevers, Rodez, Villers-lès-Nancy, Sarreguemines, Mulhouse) | ITF             | 25 (Fort-de-France, Petit-Bourg, Andrézieux-Bouthéon, Grenoble, Mâcon, Joué-lès-Tours, Amiens, Gonesse, Le Havre, Croissy-Beaubourg, Calvi, Saint-Gaudens, Calvi, Biarritz, Norges-la-Ville, Périgueux, Montpellier, Les Contamines-Montjoie, Saint-Palais-sur-Mer, Le Neubourg, Dijon, Reims, Cherbourg, Poitiers, Nantes) |

## Le tennis en France dans la culture

### Médiatisation
Tous les moyens télévisuels et radiophoniques mis en place font du tournoi de Roland-Garros l’événement sportif français le plus regardé dans le monde, sur 214 territoires au total, et le seul qui ait une couverture en direct sur un réseau de chaînes télévisées américaines. Les accords entre la FFT et la chaîne NBC ont été prolongés jusqu’en 2010 et ESPN2 a diffusé plus de 100 heures consacrées à Roland-Garros en 2006.